# Социална антропология
Социалната антропология е клон на антропологията, която изучава поведението на хора днес, в съвременността и в рамките на социалните групи, както и различните култури . Социалните антрополози изследват, често чрез дългосрочни, интензивни проучвания на място (включително с методи на наблюдение чрез участие), социалната организация на определен брой хора: обичаи, икономическа и политическа организация, право и разрешаване на конфликти, моделите на потребление и размяна, родство и семейната структура, отношения между половете и социализацията на децата, религията, и така нататък.
Социалната антропология също така разглежда ролята на значенията, неяснотите и противоречията на социалния живот, моделите на социалност, насилие и конфликти, и основната логика на социалното поведение. Социални антрополози са обучени в тълкуването на разказа /наратива, ритуала и символното поведение, не само като текст, но с комуникация изследвана във връзка с действия, практики и исторически контекст, в който са вградени. Социалните антрополози адресират разнообразието на позиции и гледни точки, които могат да бъдат открити в дадена социална група.